# Заречье (Плавский район)
Заречье — деревня в Плавском районе Тульской области России.
В рамках административно-территориального устройства входит в Самозвановский сельский округ Плавского района, в рамках организации местного самоуправления включается в Молочно-Дворское сельское поселение.

## География
Расположена в 8 км к западу от города Плавска и в 64 км к юго-западу от центра Тулы.

## Население
| 2002 | 2010 |
| ---- | ---- |
| 313  | ↘252 |

Население — 252 чел. (2010).